# تلمبه‌های اسلام‌آباد ۱
تلمبه‌های اسلام‌آباد ۱ یک منطقهٔ مسکونی در ایران است که در دهستان قطرویه واقع شده‌است. تلمبه‌های اسلام‌آباد ۱ ۶۹ نفر جمعیت دارد.